# Карапетян, Григор Сергеевич
Григо́р (Григо́рий) Серге́евич Карапетя́н (арм. Գրիգոր Սերգեյի Կարապետյան; 8 октября 1933, Горис — 9 ноября 2021, Ереван, Армения) — советский армянский инженер-кибернетик, организатор радиотехнического производства. Генеральный директор производственных объединений «Электрон» (1974—1977), «Разданмаш» (1977—1985) и «Севан» (1989—1992). Заслуженный инженер Армянской ССР (1985). Лауреат Государственных премий СССР (1975, 1983) и Государственной премии Армянской ССР.

## Биография
Григор Сергеевич Карапетян родился 8 октября 1933 году в городе Горис Горисского района Армянской ССР в семье землеустроителя. Был старшим из трёх сыновей семьи.
Переехав в город Ереван, учился в Ереванской средней школе № 20 имени Дзержинского. Окончив школу в 1950 году, Карапетян поступил в Ереванский политехнический институт. Будучи студентом старших курсов работал на энергетическом предприятии. В 1955 году окончил институт по специальности инженер-электромеханик. В 1956 году Григор по распределению начал работать в Ереванском научно-исследовательском институте математических машин (ЕрНИИММ) в должности старшего техника. Спустя два месяца был направлен в Московское высшее техническое училище имени Н. Э. Баумана для прохождения переподготовки по специальности инженер-кибернетик. В 1957 году, вернувшись в ЕрНИИММ, Карапетян был назначен начальником лаборатории института. На этой должности он был одним из ведущих разработчиков электронно-вычислительных машин (ЭВМ) «Арагац» и «Ереван», специализированных ЭВМ для нужд ВПК «Волна» и «Корунд». В течение 1958—1961 годов с участием Карапетяна была разработана ЭВМ на полупроводниковых приборах «Раздан» — первая универсальная полупроводниковая ЭВМ в Советском Союзе. В этот период Карапетян защитил диссертацию на соискание учёной степени кандидата технических наук. В 1961 году он вступил в КПСС.
В 1962 году в 29-летнем возрасте Григор Карапетян был назначен главным инженером вновь созданного опытного завода ЭВМ ЕрНИИММ (завод «Электрон»). В этом качестве он принимал активное участие в организации промышленного производства ЭВМ на заводе. В 1974 году на базе завода «Электрон» было основано армянское производственное объединение «Электрон» и Карапетян был назначен его генеральным директором. Под его руководством в подразделениях производственного объединения было налажено серийное производство новых разработок ЕрНИИММ — ЭВМ «Раздан-2», «Раздан-3», «Наири-2» и «Наири-3», вычислительных комплексов 65с112, а также автоматизированных систем управления специального назначения по заказу Министерства обороны СССР. Вклад Карапетяна был отмечен государственными наградами, а в 1975 году он был удостоен Государственной премии СССР.
В 1977 году решениями ЦК КПСС и Совета министров СССР было постановлено переформировать Разданский горно-химический комбинат в предприятие по производству радиолокационной техники, мобильных вычислительных систем и автоматизированных систем управления специального назначения в целях укрепления обороноспособности СССР. По поручению руководства республики Григор Карапетян в короткий срок организовал предприятие сверхточного приборостроения и машиностроения — производственное объединение «Разданмаш», и был назначен его генеральным директором. Под его руководством в Разданмаше было начато производство радиолокационной техники, предназначенной для повышения уровня безопасности авиаперелётов. В 1983 годы Карапетяну была присуждена вторая Государственная премия СССР, а в 1985 году он был удостоен почётного звания заслуженного инженера Армянской ССР. В том же 1985 году Карапетян по собственному желанию оставил должность генерального директора ПО «Разданмаш».
С 1985 года Григор Карапетян продолжил трудовую деятельность в Ереванском научно-исследовательский институте математических машин в качестве первого заместителя директора. В 1989 году ЕрНИИММ вошёл в состав научно-производственного объединения «Севан» и Карапетян был назначен его генеральным директором, занимал должность до 1992 года. С того же года Карапетян был главным советником министра промышленности Республики Армения, а через некоторое время занял должность специального уполномоченного по военно-промышленному комплексу на правах заместителя министра промышленности РА. В дальнейшем он был советником премьер-министра и министра экономики РА. Карапетян был избран действительным членом Инженерной академии Армении.
Григор Сергеевич Карапетян избирался депутатом Верховного Совета Армянской ССР X—XI созывов от Шаумянского избирательного округа № 189 города Еревана. Был членом комиссии по промышленности Верховного Совета Армянской ССР.
Скончался 9 ноября 2021 года в Ереване.

## Награды
- Орден Октябрьской Революции[2].
- Орден Трудового Красного Знамени[2].
- Орден «Знак Почёта»[2].
- Государственная премия СССР (1975)[2].
- Государственная премия СССР (1983)[2].
- Государственная премия Армянской ССР[4].
- Заслуженный инженер Армянской ССР (1985)[3].